# Echymipera
Echymipera là một chi động vật có vú trong họ Peramelidae, bộ Peramelemorphia. Chi này được Lesson miêu tả năm 1842. Loài điển hình của chi này là Perameles kalubu Fischer, 1829.

## Các loài
Chi này gồm các loài: